# Кайман (жолоб)
18°30′ пн. ш. 83°0′ зх. д. / 18.500° пн. ш. 83.000° зх. д.

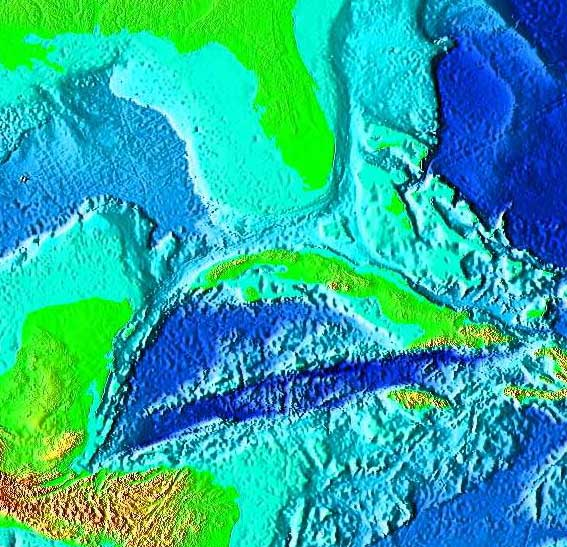
Топографічна карта жолоба Кайман і прилеглих районів

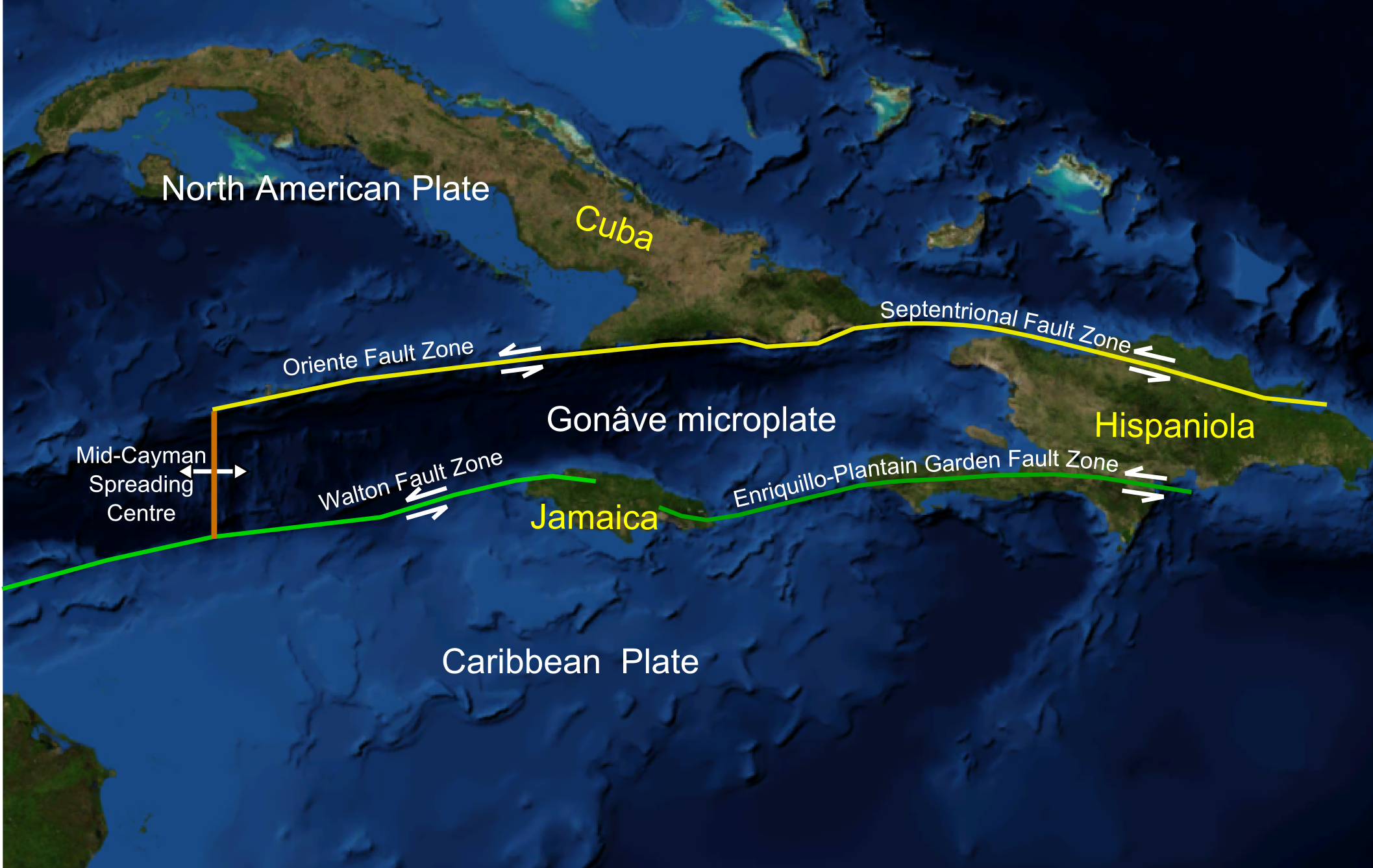
Жолоб Кайман знаходиться з західного краю мікроплити Гонав

Жолоб Кайман (Кайманова западина, на радянських картах 50-х рр. — Западина Бартлетт) — складна зона трансформного розлому на дні західної частини Карибського моря між Ямайкою і Каймановими островами. Утворює частину тектонічної границі між Північно-Американською та Карибською плитами. Починається від Навітряної протоки, проходить південніше гірського пасма Сьєрра-Маестра на Кубі й далі йде до Гватемали. Кордон плит прямує по материку (розлом Мотагуа) і потім дном Тихого океану, утворюючи Центрально-Американський жолоб.
Жолоб Кайман витягнутий з північного сходу на південний захід, максимальна його глибина становить 7686 м, що є найглибшою точкою Атлантичного океану. У жолобі відбувається спрединг зі швидкістю 11-12 мм/рік На сході жолоб межує з мікроплитою Гонав.
Під час еоцену жолоб був зоною субдукції, що утворила вулканічну дугу хребта Кайман і Сьєрра-Маестра — вулканічну місцевість на півночі Куби, а на північному сході Карибська плита зазнала субдукцію під Північноамериканську плиту, або, як деякі дослідники стверджують, під террейн Східно-Кубинська мікроплита
У 2010 британська експедиція з Національного океанографічного центру з Саутгемптону, оснащена роботизованим підводним човном, почала дослідження жолобу і виявила чорних курців на дні океану на глибині 5 км, що є на той момент найглибшою точкою де курці були знайдені У січні 2012 року дослідники оголосили, що вода виходить з отворів при температурі можливо, понад 450 °C, що робить їх одними з найгарячіших відомих підводних гейзерів.

## Ресурси Інтернету
- Cayman Trench [Архівовано 27 грудня 2014 у Wayback Machine.] — Britannica Online Encyclopedia